# Ганнибал Гискон
Ганниба́л Гиско́н (300/290 до н. э. — 258 до н. э.) — карфагенский полководец.

## Биография
Военачальник Акраганта в Первую Пуническую войну (262 год до н. э.). Начальник флота у Панорма, побеждён римским флотоводцем Дуилием (260 год до н. э.). В Сардинии потерпел поражение от римлян и распят своими на кресте вместе с другими карфагенскими полководцами.